# Santa Barbara County
Santa Barbara County ist ein County am Pazifik im US-Bundesstaat Kalifornien. Der Verwaltungssitz (County Seat) ist Santa Barbara.

## Geschichte
Im Santa Barbara County liegen 8 National Historic Landmarks. Insgesamt sind 41 Bauwerke und Stätten des Countys im National Register of Historic Places eingetragen.

## Geographie
Santa Barbara County grenzt an die Countys Ventura County und San Luis Obispo County. Im Westen und im Süden des Landes befindet sich die Küste des Pazifiks.
Das County wird vom Office of Management and Budget zu statistischen Zwecken als Santa Maria–Santa Barbara, CA Metropolitan Statistical Area geführt.

## Demografische Daten
Nach der Volkszählung im Jahr 2000 lebten im Santa Barbara County 399.347 Menschen. Es gab 136.622 Haushalte und 89.487 Familien. Die Bevölkerungsdichte betrug 56 Einwohner pro Quadratkilometer. Ethnisch betrachtet setzte sich die Bevölkerung zusammen aus 72,72 % Weißen, 2,30 % Afroamerikanern, 1,20 % amerikanischen Ureinwohnern, 4,09 % Asiaten, 0,18 % Bewohnern aus dem pazifischen Inselraum und 15,20 % aus anderen ethnischen Gruppen; 4,31 % stammten von zwei oder mehr ethnischen Gruppen ab. 34,22 % der Bevölkerung waren spanischer oder lateinamerikanischer Abstammung.
Von den 136.622 Haushalten hatten 32,40 % Kinder und Jugendliche unter 18 Jahre, die bei ihnen lebten. 51,40 % waren verheiratete, zusammenlebende Paare, 10,00 % waren allein erziehende Mütter. 34,50 % waren keine Familien. 24,30 % waren Singlehaushalte und in 9,40 % lebten Menschen im Alter von 65 Jahren oder darüber. Die Durchschnittshaushaltsgröße betrug 2,80 und die durchschnittliche Familiengröße lag bei 3,33 Personen.
Auf das gesamte County bezogen setzte sich die Bevölkerung zusammen aus 24,90 % Einwohnern unter 18 Jahren, 13,30 % zwischen 18 und 24 Jahren, 29,00 % zwischen 25 und 44 Jahren, 20,10 % zwischen 45 und 64 Jahren und 12,70 % waren 65 Jahre alt oder darüber. Das Durchschnittsalter betrug 33 Jahre. Auf 100 weibliche Personen kamen 100,10 männliche Personen, auf 100 Frauen im Alter ab 18 Jahren kamen statistisch 98,10 Männer.
Das jährliche Durchschnittseinkommen eines Haushalts betrug 46.677 USD, das Durchschnittseinkommen der Familien betrug 54.042 USD. Männer hatten ein Durchschnittseinkommen von 37.997 USD, Frauen 29.593 USD. Das Prokopfeinkommen betrug 23.059 USD. 14,30 % Prozent der Bevölkerung und 8,50 % der Familien lebten unterhalb der Armutsgrenze. 16,30 % davon waren unter 18 Jahre und 6,20 % waren 65 Jahre oder älter.

## Orte im County

### Citys
- Buellton
- Carpinteria
- Goleta
- Guadalupe
- Lompoc
- Santa Barbara (County Seat)
- Santa Maria
- Solvang

### CDPs
- Ballard
- Casmalia
- Cuyama
- Eastern Goleta Valley
- Garey
- Isla Vista
- Los Alamos
- Los Olivos
- Mission Canyon
- Mission Hills
- Montecito
- New Cuyama
- Orcutt
- Santa Ynez
- Sisquoc
- Summerland
- Toro Canyon
- UC Santa Barbara
- Vandenberg SFB
- Vandenberg Village

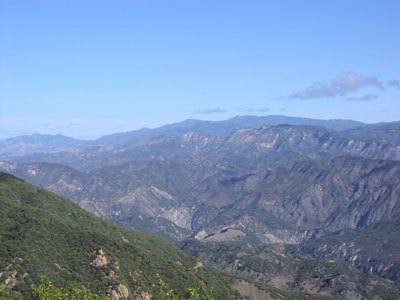
Die San Rafael Mountains
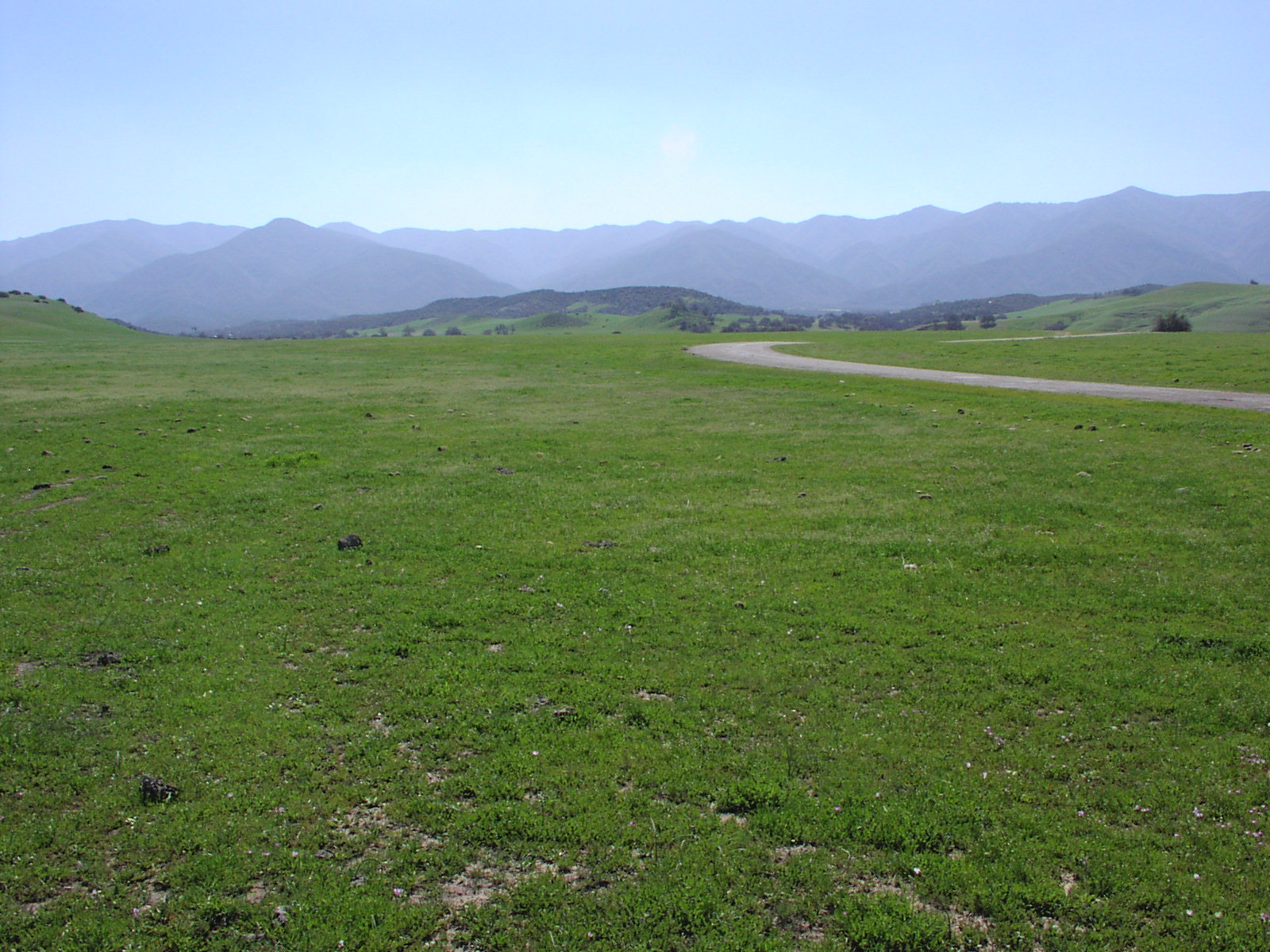
Die Sierra Madre Mountains
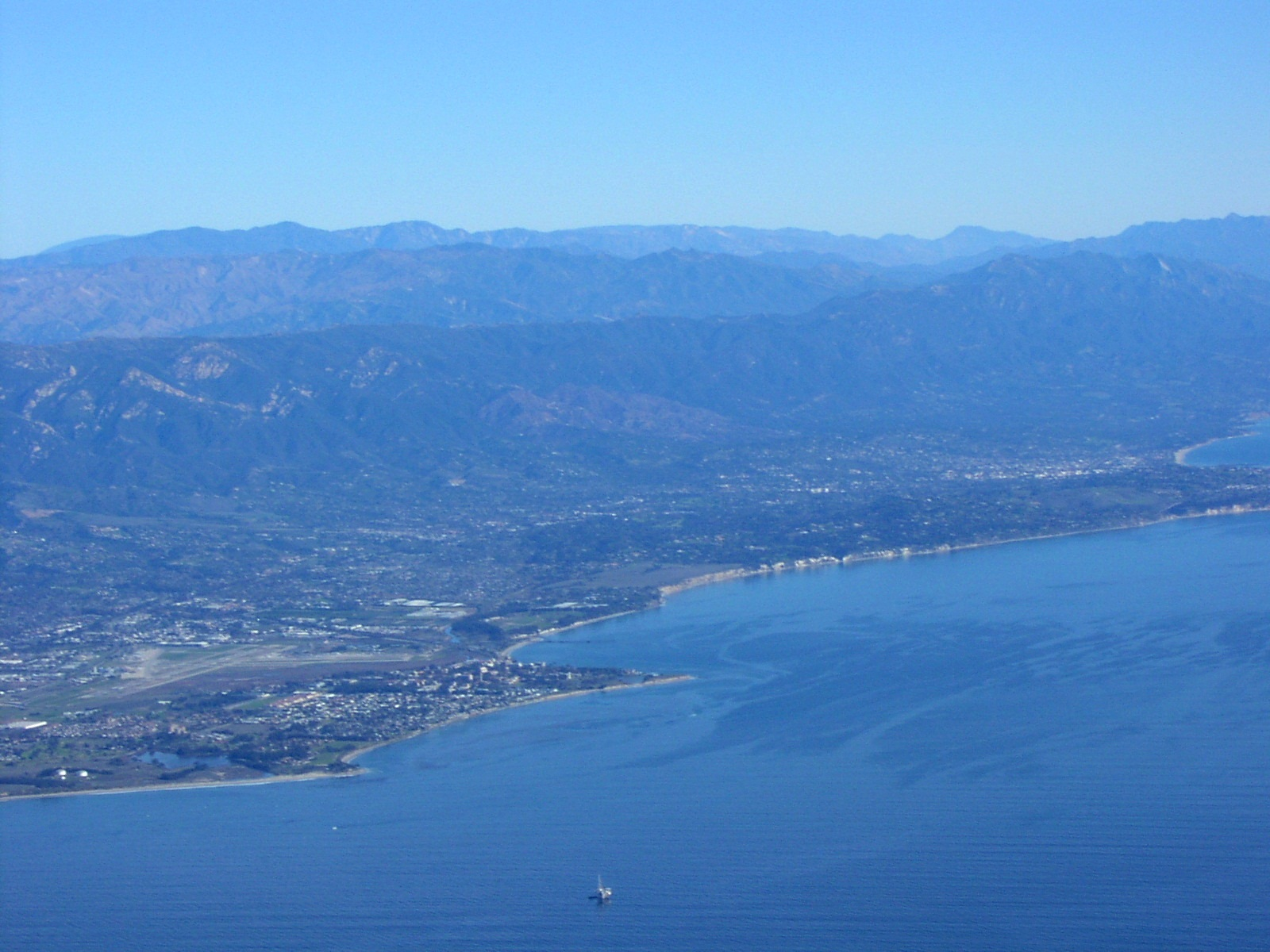
Küstenlinie im Santa Barbara County